# Mario Lolini
Mario Lolini (Grosseto, 27 gennaio 1958) è un politico italiano.

## Biografia
Nato a Grosseto il 27 gennaio 1958, dopo il diploma scientifico al liceo "Guglielmo Marconi", intraprese la carriera imprenditoriale amministrando la propria tenuta agricola in Maremma specializzata in risicoltura. Entrato in politica nelle file di Alleanza Nazionale, fu consigliere comunale a Grosseto dal 1997 al 2005 nei due mandati del sindaco di centro-destra Alessandro Antichi. Eletto nuovamente alle amministrative del 2006, rivestì la carica di vice-presidente del Consiglio comunale. Il 13 novembre 2009 passò insieme agli altri consiglieri di Alleanza Nazionale e Forza Italia nel Popolo delle Libertà, guidato a Grosseto dal capo-gruppo Luca Montemaggi.
In occasione delle elezioni amministrative del 2011, Lolini fu candidato a sindaco di Grosseto, sostenuto dal Popolo delle Libertà, Nuovo Polo per Grosseto, Lega Nord e La Destra. Ottenne il 35,41% di voti al primo turno e al ballottaggio del 29 maggio fu sconfitto ottenendo il 42,72% dal candidato del centro-sinistra Emilio Bonifazi. Uscito dal Popolo delle Libertà nel 2013, aderì al gruppo Lolini Sindaco-Nuovo Polo per Grosseto, al quale si unì poco dopo il Partito Popolare Europeo. Passato alla Lega Nord in vista delle amministrative del 2016, sostenne la candidatura a sindaco di Antonfrancesco Vivarelli Colonna e venne nuovamente eletto consigliere comunale.
Alle elezioni politiche del 2018 fu scelto per essere il candidato della Lega Nord alla Camera dei deputati per il collegio uninominale di Grosseto, risultando eletto con il 37% dei voti, di fronte al candidato Leonardo Marras del Partito Democratico. Al suo ingresso in Parlamento, ha aderito il 27 marzo al gruppo parlamentare Lega - Salvini Premier. Dal 21 giugno è vicepresidente della XIII commissione per l'agricoltura.
Il 24 dicembre 2020 è stato nominato da Matteo Salvini commissario regionale della Lega Nord Toscana. Alle elezioni politiche del 2022 è candidato per un secondo mandato nel collegio plurinominale Toscana 2, ma non è eletto. Nel febbraio 2023 è sostituito alla guida della federazione toscana del partito da Luca Baroncini.